# نخلة أجمية
نخلة أجميةأو الغَضَف (الاسم العلمي: Phoenix caespitosa) هي نوع من النباتات يتبع جنس النخلة من الفصيلة الفوفلية.